# 静かな生活
『静かな生活』（しずかなせいかつ）は、大江健三郎の連作小説である。『文藝春秋』1990年4月号に掲載された表題作をはじめ6編からなり、同年10月に講談社より刊行された。のち講談社文芸文庫。
『新しい人よ眼ざめよ』で描かれたテーマであるイーヨーとの共生を、あらためて妹の視点から照射している。

## あらすじ
マーちゃんとあだ名で呼ばれている大学の仏文科の女子学生「私」は、著名な作家である父、母、弟で受験浪人生のオーちゃん、そして知的障害者で福祉作業所の工員として働く兄のイーヨー、の5人で暮している。イーヨーには作曲の才能が開花し始めている。
「私」の20歳の誕生日、家族の食卓で、冗談のなかで「私」の結婚に話が及ぶ。「私」は言う。「──私がお嫁に行くならね、イーヨーといっしょだから、すくなくとも 2DKのアパートを手に入れられる人のところね。そこで静かな生活がしたい。」 両親はショックを受ける。その夜「私」は「未来のイーヨー」が花嫁介添人として「私」の横に立っており、2人で「ガランドウの場所」に寂しく立ち尽くしている夢を見る。
中年の危機の「ピンチ」を抱えた父は立ち直りのきっかけを求めて、カリフォルニアの大学へ居住作家（ライター・イン・レジデンス）として母を連れて出向くことになった。それからは「私」が家を切り盛りして、イーヨーたちの面倒を見ることになる。イーヨーの作曲の勉強の指導をしてくれる父の友人の重藤さん夫婦が、3人の生活をサポートしてくれる。
知的障害者が日本社会のなかで生きることの困難、路上などで突然向けられる差別や悪意などに対して、兄思いの「私」は「──なにくそ、なにくそ！お先真暗でも、元気を出して突き進もうじゃないか！」と立ち向かっていく。イーヨーの持つ天性のユーモアも私の助けとなる。
気丈に振る舞う「私」だが、センシティブで考え詰めてしまうタイプであり、ときにはしょげて、エネルギー切れを起こして「自動人形化」してしまうこともある。
「私」は、自分は、イーヨーに音楽の才能があるから、彼を特権的に見ていて、彼と、彼にどこまでもついて行こうとしている自分を「なんでもない（原文傍点）人ではない」と考えていたが、それが傲慢なのではないか？との厳しい自省もする。
「私」は、在籍している仏文科の卒業論文のテーマにセリーヌを選ぶ。セリーヌが、自伝的な小説の中で「私たちの小さな白痴たち（ノ・プティ・クレタン）」と呼ぶ知的障害の子供たちとともに戦火のなかを生き延びるために奮闘して、センチメンタリズム抜きの優しさを示す様に共感を覚える。
私はイーヨーを連れて父の契約する会員制プールに通うことにした。新井くんという青年が、イーヨーに親切に水泳指導をしてくれるが、新井くんは父に昔、小説の登場人物として悪く書かれたこと（『「雨の木」を聴く女たち』の「泳ぐ男――水の中の「雨の木」」）を恨んでいる。私が言葉巧みに彼のマンションに誘われ、襲われかかったところを間一髪、イーヨーが救助する。この事件をきっかけに、母は父をアメリカに残して帰国して、家族4人の生活が始まる。

## 映画版
1995年に大江の義兄である伊丹十三の監督・脚本で映画化された。両親の留守中に起こる障害者の兄と妹の、日常を描いている。
第19回日本アカデミー賞では渡部篤郎が新人俳優賞・優秀主演男優賞を受賞した。

### キャスト
- マーちゃん：佐伯日菜子
- イーヨー：渡部篤郎
- パパ：山﨑努
- ママ：柴田美保子
- 新井君：今井雅之
- 天気予報のお姉さん：緒川たまき
- 団藤さん：岡村喬生
- 団藤さんの奥さん：宮本信子
- オーちゃん：大森嘉之
- 水のビンの男：渡辺哲
- 朝倉さん：左時枝
- お祖母ちゃん：原ひさ子
- フサ叔母さん：結城美栄子
- 黒川夫人：阿知波悟美
- キャスター：柳生博
- 近所の奥さん：柴田理恵
- 別の奥さん：川俣しのぶ
- お巡りさん：高橋長英
- 下水屋さん：岡本信人
- ワインを飲み干す男：小木茂光
- 小説の中の若い女の子：朝岡実嶺
- 小説の中の若い少年：高良陽一
- 小説の中の男：三谷昇

### スタッフ
- 原作：大江健三郎
- 脚本・監督：伊丹十三
- 撮影：前田米造
- 音楽：大江光

### 作品解説
この映画は興行的には失敗し、伊丹作品の中ではあまり一般に知られていない作品となった。伊丹は「（前年の大江のノーベル文学賞受賞は）本や光（大江光）の音楽が売れる要因であっても、映画がウケる要因ではなかった」と分析している。
蓮實重彦との関係について、四方田犬彦は『アジアのなかの日本映画』（岩波書店）において「【…九〇年代には】そして蓮實の優秀な門下生であったはずの伊丹十三は、『静かな生活』（一九九五）では映画史的引用など皆目存在しない作風に回帰した。蓮實重彦はこうした状況の変化に不機嫌さを撒き散らしながら映画評論から撤退し、後には路頭に迷う若干の追随者だけが残った」と書いている。
映画では大江の実子・大江光の作曲した曲を使用している。